# Vepagunta
Vepagunta è una suddivisione dell'India, classificata come census town, di 26.881 abitanti, situata nel distretto di Visakhapatnam, nello stato federato dell'Andhra Pradesh. In base al numero di abitanti la città rientra nella classe III (da 20.000 a 49.999 persone).

## Società

### Evoluzione demografica
Al censimento del 2001 la popolazione di Vepagunta assommava a 26.881 persone, delle quali 13.668 maschi e 13.213 femmine. I bambini di età inferiore o uguale ai sei anni assommavano a 2.560, dei quali 1.286 maschi e 1.274 femmine. Infine, coloro che erano in grado di saper almeno leggere e scrivere erano 19.733, dei quali 10.927 maschi e 8.806 femmine.